# Свиништа
Свиништа (Свињишта, мкд. Свиништа) су насеље у Северној Македонији, у југозападном делу државе. Свиништа припадају општини Охрид.

## Географија
Насеље Свиништа је смештено у југозападном делу Северне Македоније. Од најближег града, Охрида, насеље је удаљено 15 km североисточно.
Свиништа се налазе у историјској области Охридски крај, која се обухвата простор источно и североисточно од Охридског језера. Насеље је смештено високо, на југозападним падинама Плакенске планине. Надморска висина насеља је приближно 1.140 метара.
Клима у насељу је планинска због знатне надморске висине.

## Становништво
Свиништа су према последњем попису из 2002. године имала 64 становника. 
Већину становништва чине етнички Македонци (100%).
Већинска вероисповест је православље.